# Zadnia Białczańska Baszta

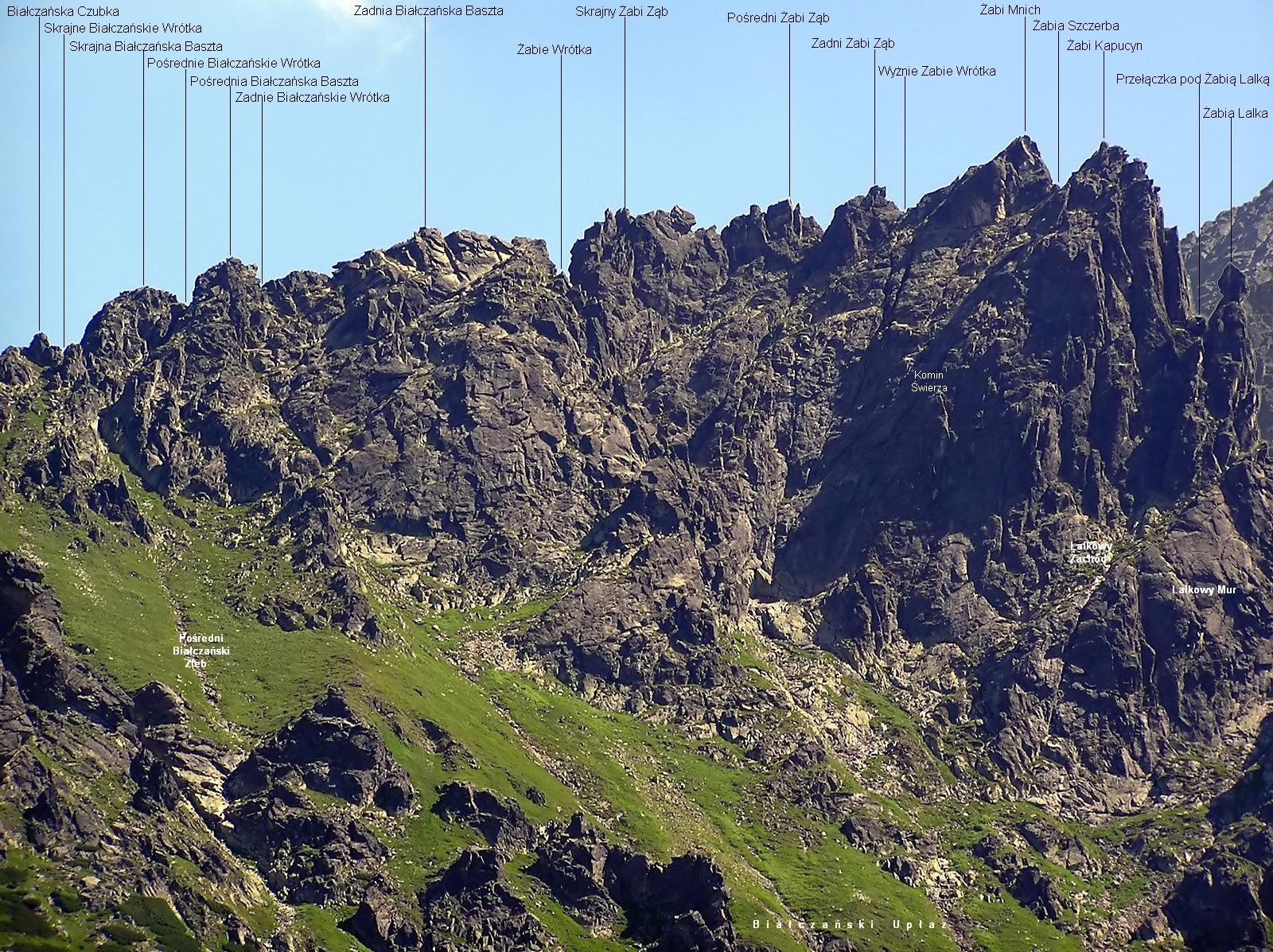
Widok od północnego zachodu

Zadnia Białczańska Baszta (niem. Hintere Froschbastei, słow. Zadná bielovodská bašta, węg. Hátsó-Békás-bástya, ok. 2105 m) – turnia w Żabiej Grani w Tatrach Wysokich na granicy polsko-słowackiej. Jest najbardziej na południe wysuniętą z trzech Białczańskich Baszt. Od Skrajnego Żabiego Zęba oddziela ją przełęcz Żabie Wrótka, od Pośredniej Białczańskiej Baszty przełączka Zadnie Białczańskie Wrótka.
Zadnia Białczańska Baszta jest w widoku od zachodniej strony najszerszą z trzech Białczańskich Baszt. Na zachód, do Białczańskiego Upłazu, opada ścianą o wysokości około 150 m. Jest to ściana o budowie płytowej. Z lewej strony (patrząc od dołu) jej ograniczenie tworzy wąska depresja opadająca z Zadnich Białczańskich Wrótek, z prawej strony Żleb Żabich Wrótek. W ścianie tej znajduje się południowo-zachodni filar. Na wschodnią (słowacką) stronę do Doliny Żabiej Białczańskiej opada z Zadniej Białczańskiej Baszty ścianka o wysokości dochodzącej do 60 m. Jej podstawa dochodzi do Białczańskiego Chodnika i do Białczańskiego Kociołka. Z lewej strony ograniczona jest kominkiem dochodzącym do Żabich Wrótek. Poniżej Białczańskiego Chodnika znajduje się dolne piętro tej ściany. Ma wysokość około 80 m, a jego najwyższym punktem jest Białczański Chłopek, oddzielony od ściany Białczańskim Przechodem. Prawe ograniczenie ściany Białczańskiego Chłopka tworzy głęboko wcięty Komin Kurczaba.

## Taternictwo
Zachodnie ściany Białczańskich Baszt udostępnione są do uprawiania taternictwa. Pierwszą drogę wspinaczkową poprowadzono południowo-zachodnim filarem Zadniej Białczańskiej Baszty. Obecnie w turni tej jest 8 dróg wspinaczkowych oraz przejście granią:
- Drogi wspinaczkowe na zachodniej ścianie:

1. Południowo-wschodnim filarem; IV- w skali tatrzańskiej, czas przejścia 1 godz. 30 min
2. Zachodnią ścianą; częściowo V, 1 godz. 30 min
3. Środkiem zachodniej ściany, „rysą”; V, miejsce V+, 2 godz., lita skała
4. Środkową częścią zachodniej ściany; VI, A1
5. Środkiem zachodniej ściany „2 x K, czyli K2”; VI+, miejsce A0, 4 godz., lita skała
6. Droga Potoczka; V+, 2 godz., lita skała
7. Lewą częścią zachodniej ściany; IV +, 1 godz., 30 min
8. Ukosem przez zachodnią ścianę; II, dwa miejsca IV, 30 min[2].

- Granią od Pośredniej Białczańskiej Przełęczy do Żabich Wrótek. Pierwsze przejście: Edward W. Janczewski 25 lipca 1909 r. Obecna wycena tego przejścia to II, czas przejścia 30 min[2]. Pierwsze przejście zimowe: Alojz Krupitzer i W. Spitzkopf 30 kwietnia 1936 roku[3],